# Административно-территориальное деление Сасовского района

Сасовский район на карте Рязанской области

Сасовский район в рамках административно-территориального устройства включает 15 сельских округов.
В рамках организации местного самоуправления, муниципальный район делится на 15 муниципальных образований со статусом сельского поселения:
1. Агломазовское сельское поселение  (село Агломазово)
2. Алёшинское сельское поселение  (село Алёшино)
3. Батьковское сельское поселение  (посёлок Батьки)
4. Берестянское сельское поселение  (село Берестянки)
5. Гавриловское сельское поселение  (село Гавриловское)
6. Глядковское сельское поселение  (село Глядково)
7. Демушкинское сельское поселение  (село Демушкино)
8. Каргашинское сельское поселение  (село Каргашино)
9. Кустарёвское сельское поселение  (посёлок Кустарёвка)
10. Малостуденецкое сельское поселение  (село Малый Студенец)
11. Нижнемальцевское сельское поселение  (посёлок Нижнее Мальцево)
12. Новоберёзовское сельское поселение  (село Новое Берёзово)
13. Придорожное сельское поселение  (посёлок Придорожный)
14. Сотницынское сельское поселение  (посёлок Сотницыно)
15. Трудолюбовское сельское поселение  (деревня Трудолюбовка)

Сельские округа соответствуют сельским поселениям.

## Формирование муниципальных образований
В результате муниципальной реформы к 2006 году на территории 27 сельских округов было образовано 15 сельских поселений.
| Административно-территориальная единица | Населённый пункт   | Муниципальное образование           |
| --------------------------------------- | ------------------ | ----------------------------------- |
| Агломазовский сельский округ            | Агломазово         | Агломазовское сельское поселение    |
| Агломазовский сельский округ            | Ернеево            | Агломазовское сельское поселение    |
| Агломазовский сельский округ            | Колдамышево        | Агломазовское сельское поселение    |
| Агломазовский сельский округ            | Теньсюпино         | Агломазовское сельское поселение    |
| Агломазовский сельский округ            | Хрущёво            | Агломазовское сельское поселение    |
| Усадовский сельский округ               | Лотказино          | Агломазовское сельское поселение    |
| Усадовский сельский округ               | Раково             | Агломазовское сельское поселение    |
| Усадовский сельский округ               | Усады              | Агломазовское сельское поселение    |
| Усадовский сельский округ               | Усеиново           | Агломазовское сельское поселение    |
| Алёшинский сельский округ               | Алёшино            | Алёшинское сельское поселение       |
| Алёшинский сельский округ               | Калиновец          | Алёшинское сельское поселение       |
| Алёшинский сельский округ               | Лосино-Островское  | Алёшинское сельское поселение       |
| Алёшинский сельский округ               | Лукьяново          | Алёшинское сельское поселение       |
| Алёшинский сельский округ               | Саблино            | Алёшинское сельское поселение       |
| Алёшинский сельский округ               | Ярново             | Алёшинское сельское поселение       |
| Батьковский сельский округ              | Арга               | Батьковское сельское поселение      |
| Батьковский сельский округ              | Батьки             | Батьковское сельское поселение      |
| Батьковский сельский округ              | Бугровой           | Батьковское сельское поселение      |
| Батьковский сельский округ              | Вялсы              | Батьковское сельское поселение      |
| Батьковский сельский округ              | Ивановка           | Батьковское сельское поселение      |
| Батьковский сельский округ              | Ключи              | Батьковское сельское поселение      |
| Батьковский сельский округ              | Чёрная Речка       | Батьковское сельское поселение      |
| Батьковский сельский округ              | Шурмашь            | Батьковское сельское поселение      |
| Берестянский сельский округ             | Берестянки         | Берестянское сельское поселение     |
| Берестянский сельский округ             | Доринки            | Берестянское сельское поселение     |
| Берестянский сельский округ             | Мордвиново         | Берестянское сельское поселение     |
| Берестянский сельский округ             | Мурзинки           | Берестянское сельское поселение     |
| Берестянский сельский округ             | Перша              | Берестянское сельское поселение     |
| Берестянский сельский округ             | Пионерская Роща    | Берестянское сельское поселение     |
| Гавриловский сельский округ             | Гавриловское       | Гавриловское сельское поселение     |
| Гавриловский сельский округ             | Рогожка            | Гавриловское сельское поселение     |
| Гавриловский сельский округ             | Фроловское         | Гавриловское сельское поселение     |
| Любовниковский сельский округ           | Елизаветовка       | Гавриловское сельское поселение     |
| Любовниковский сельский округ           | Любовниково        | Гавриловское сельское поселение     |
| Любовниковский сельский округ           | Русановка          | Гавриловское сельское поселение     |
| Глядковский сельский округ              | Глядково           | Глядковское сельское поселение      |
| Огарёво-Почковский сельский округ       | Безводные Прудищи  | Глядковское сельское поселение      |
| Огарёво-Почковский сельский округ       | Нащи               | Глядковское сельское поселение      |
| Огарёво-Почковский сельский округ       | Огарёво-Почково    | Глядковское сельское поселение      |
| Огарёво-Почковский сельский округ       | Огарёвские Выселки | Глядковское сельское поселение      |
| Темгеневский сельский округ             | Молодёжный         | Глядковское сельское поселение      |
| Темгеневский сельский округ             | Темгенево          | Глядковское сельское поселение      |
| Устьевский сельский округ               | Истлеево           | Глядковское сельское поселение      |
| Устьевский сельский округ               | Мыс Доброй Надежды | Глядковское сельское поселение      |
| Устьевский сельский округ               | Устье              | Глядковское сельское поселение      |
| Кошибеевский сельский округ             | Бастаново          | Демушкинское сельское поселение     |
| Кошибеевский сельский округ             | Кошибеево          | Демушкинское сельское поселение     |
| Кошибеевский сельский округ             | Новое Амесьево     | Демушкинское сельское поселение     |
| Кошибеевский сельский округ             | Сенцово            | Демушкинское сельское поселение     |
| Кошибеевский сельский округ             | Старое Амесьево    | Демушкинское сельское поселение     |
| Рожковский сельский округ               | Барашево           | Демушкинское сельское поселение     |
| Рожковский сельский округ               | Демушкино          | Демушкинское сельское поселение     |
| Рожковский сельский округ               | Ласицы             | Демушкинское сельское поселение     |
| Рожковский сельский округ               | Лейный             | Демушкинское сельское поселение     |
| Рожковский сельский округ               | Липовка            | Демушкинское сельское поселение     |
| Рожковский сельский округ               | Рожково            | Демушкинское сельское поселение     |
| Рожковский сельский округ               | Смирновка          | Демушкинское сельское поселение     |
| Каргашинский сельский округ             | 12 лет Октября     | Каргашинское сельское поселение     |
| Каргашинский сельский округ             | Заболотье          | Каргашинское сельское поселение     |
| Каргашинский сельский округ             | Каргашино          | Каргашинское сельское поселение     |
| Каргашинский сельский округ             | Малое Хреново      | Каргашинское сельское поселение     |
| Кобяковский сельский округ              | Кобяково           | Каргашинское сельское поселение     |
| Кобяковский сельский округ              | Сасовский          | Каргашинское сельское поселение     |
| Мокринский сельский округ               | Мокрое             | Каргашинское сельское поселение     |
| Чубаровский сельский округ              | Ивановка           | Каргашинское сельское поселение     |
| Чубаровский сельский округ              | Подостровное       | Каргашинское сельское поселение     |
| Чубаровский сельский округ              | Тонкачёво          | Каргашинское сельское поселение     |
| Чубаровский сельский округ              | Чубарово           | Каргашинское сельское поселение     |
| Кустарёвский сельский округ             | Кустарёвка         | Кустарёвское сельское поселение     |
| Малостуденецкий                         | Большой Студенец   | Малостуденецкое                     |
| Малостуденецкий                         | Малый Студенец     | Малостуденецкое                     |
| Малостуденецкий                         | Пятаково           | Малостуденецкое                     |
| Малостуденецкий                         | Серовское          | Малостуденецкое                     |
| Нижнемальцевский сельский округ         | Жихаревка          | Нижнемальцевское сельское поселение |
| Нижнемальцевский сельский округ         | Нижнее Мальцево    | Нижнемальцевское сельское поселение |
| Новоберёзовский сельский округ          | Новое Берёзово     | Новоберёзовское сельское поселение  |
| Новоберёзовский сельский округ          | Старое Берёзово    | Новоберёзовское сельское поселение  |
| Новоберёзовский сельский округ          | Тархань            | Новоберёзовское сельское поселение  |
| Пичкиряевский сельский округ            | Боковой Майдан     | Придорожное                         |
| Пичкиряевский сельский округ            | Горбуновка         | Придорожное                         |
| Пичкиряевский сельский округ            | Завад              | Придорожное                         |
| Пичкиряевский сельский округ            | Пичкиряево         | Придорожное                         |
| Придорожный сельский округ              | Вадакша            | Придорожное                         |
| Придорожный сельский округ              | Грачёвка           | Придорожное                         |
| Придорожный сельский округ              | Каменка            | Придорожное                         |
| Придорожный сельский округ              | Красный            | Придорожное                         |
| Придорожный сельский округ              | Матвеевское        | Придорожное                         |
| Придорожный сельский округ              | Придорожный        | Придорожное                         |
| Салтыковский сельский округ             | Крутое             | Придорожное                         |
| Салтыковский сельский округ             | Лесные Цветы       | Придорожное                         |
| Салтыковский сельский округ             | Липки              | Придорожное                         |
| Салтыковский сельский округ             | Новое              | Придорожное                         |
| Салтыковский сельский округ             | Ряньзя             | Придорожное                         |
| Салтыковский сельский округ             | Салтыково          | Придорожное                         |
| Салтыковский сельский округ             | Шафторка           | Придорожное                         |
| Сотницынский сельский округ             | Верхнее Мальцево   | Сотницынское сельское поселение     |
| Сотницынский сельский округ             | Декабристы         | Сотницынское сельское поселение     |
| Сотницынский сельский округ             | Сотницыно          | Сотницынское сельское поселение     |
| Верхне-Никольский сельский округ        | Архапка            | Трудолюбовское сельское поселение   |
| Верхне-Никольский сельский округ        | Верхне-Никольское  | Трудолюбовское сельское поселение   |
| Верхне-Никольский сельский округ        | Воскресенка        | Трудолюбовское сельское поселение   |
| Верхне-Никольский сельский округ        | Восход             | Трудолюбовское сельское поселение   |
| Верхне-Никольский сельский округ        | Ивановские Выселки | Трудолюбовское сельское поселение   |
| Верхне-Никольский сельский округ        | Николаевка         | Трудолюбовское сельское поселение   |
| Верхне-Никольский сельский округ        | Шевали-Майданы     | Трудолюбовское сельское поселение   |
| Поляки-Майдановский сельский округ      | Красный Яр         | Трудолюбовское сельское поселение   |
| Поляки-Майдановский сельский округ      | Кузьминка          | Трудолюбовское сельское поселение   |
| Поляки-Майдановский сельский округ      | Новые Выселки      | Трудолюбовское сельское поселение   |
| Поляки-Майдановский сельский округ      | Поляки-Майданы     | Трудолюбовское сельское поселение   |
| Поляки-Майдановский сельский округ      | Таировка           | Трудолюбовское сельское поселение   |
| Поляки-Майдановский сельский округ      | Трудолюбовка       | Трудолюбовское сельское поселение   |